# Andreas Hoferick
Andreas Artur Hoferick (* 1959 in Schierke bei Wernigerode im Harz) ist ein deutscher Bildhauer und Restaurator.

## Leben
Nach Schule und Grundwehrdienst in der NVA arbeitete Hoferick ab 1984 in der Keramikwerkstatt Hoferick in Nordhausen, ab 1985 als Steinmetz im VEB Stuck und Naturstein (StuNa) Berlin. Nach einer 1986 begonnenen Lehre in der Steinbildhauerwerkstatt Klimes qualifizierte er sich 1988 als Steinbildhauer. Im Jahr 1989 begann er am Museum für Deutsche Geschichte Berlin ein Fernstudium, das er nach dem Mauerfall 1990 an der Technischen Fachhochschule Berlin-Wedding fortsetzte und 1993 als Diplom-Restaurator abschloss. Nachdem er anschließend als Steinbildhauer in der Bildhauerwerkstatt Klimes der StuNa GmbH Berlin bis zu deren Auflösung gearbeitet hatte, machte er sich 1995 mit einer eigenen Steinrestaurierungswerkstatt in Berlin-Weißensee selbstständig.

## Werke (Auswahl)
- Caritas-Statue auf dem Monopteros des Großen Militärwaisenhauses in Potsdam nach Rudolph Kaplunger
- Bronzebüste für das Denkmal Friedrich II. von Preußen (Berlin-Friedrichshain) nach Christian Daniel Rauch
- 2002: Pegasus auf dem Schloss Belvedere in Potsdam, Neuanfertigung einer Skulptur aus dem Jahr 1863[1]
- Standbild Karls des Großen auf der Alten Brücke in Frankfurt am Main nach Johann Nepomuk Zwerger[2]
- Rekonstruktion des Triton in der Neptungruppe im Potsdamer Lustgarten nach historischen Vorlagen[3], es handelt sich um eine Männerfigur aus Sandstein, die im Mai 2014 am Lustgartenteich vor der Südfassade des Stadtschlosses aufgestellt wurde. In den letzten Tagen vor Ende des Zweiten Weltkriegs war die Skulptur zerstört worden. 2002/2004 wurden Bruchstücke ausgegraben.[4]
- Kreuz, Engelsfiguren und weitere bauplastische Elemente der Kuppellaterne des Humboldt Forums (Wiederaufbau des Berliner Schlosses) nach Friedrich August Stüler[5]
- Rekonstruktion von neun Putti für die Fahnentreppe[6] des Potsdamer Stadtschlosses (in Kooperation mit Oleg Bessonov und Jakob Dierichs)[7]
- Mitarbeit an der Rekonstruktion der Großen Wappenkartusche am Eosanderportal des Berliner Schlosses nach Otto Lessing
- 2023: Dirk-Nowitzki-Statue (Frankfurt am Main)

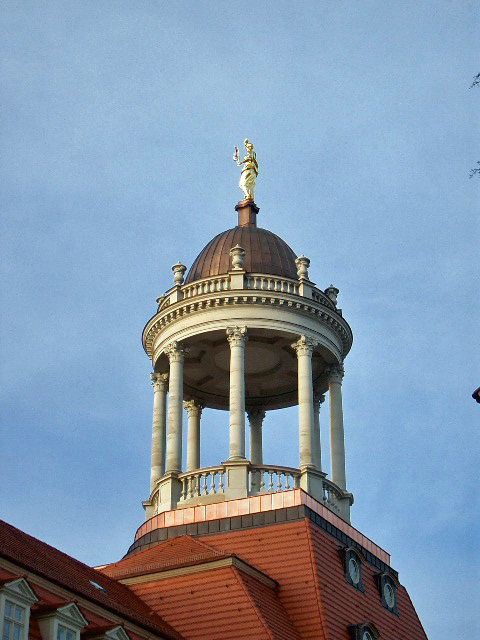
Rekonstruierter Monopteros des Großen Militärwaisenhauses mit Caritas-Figur in Potsdam
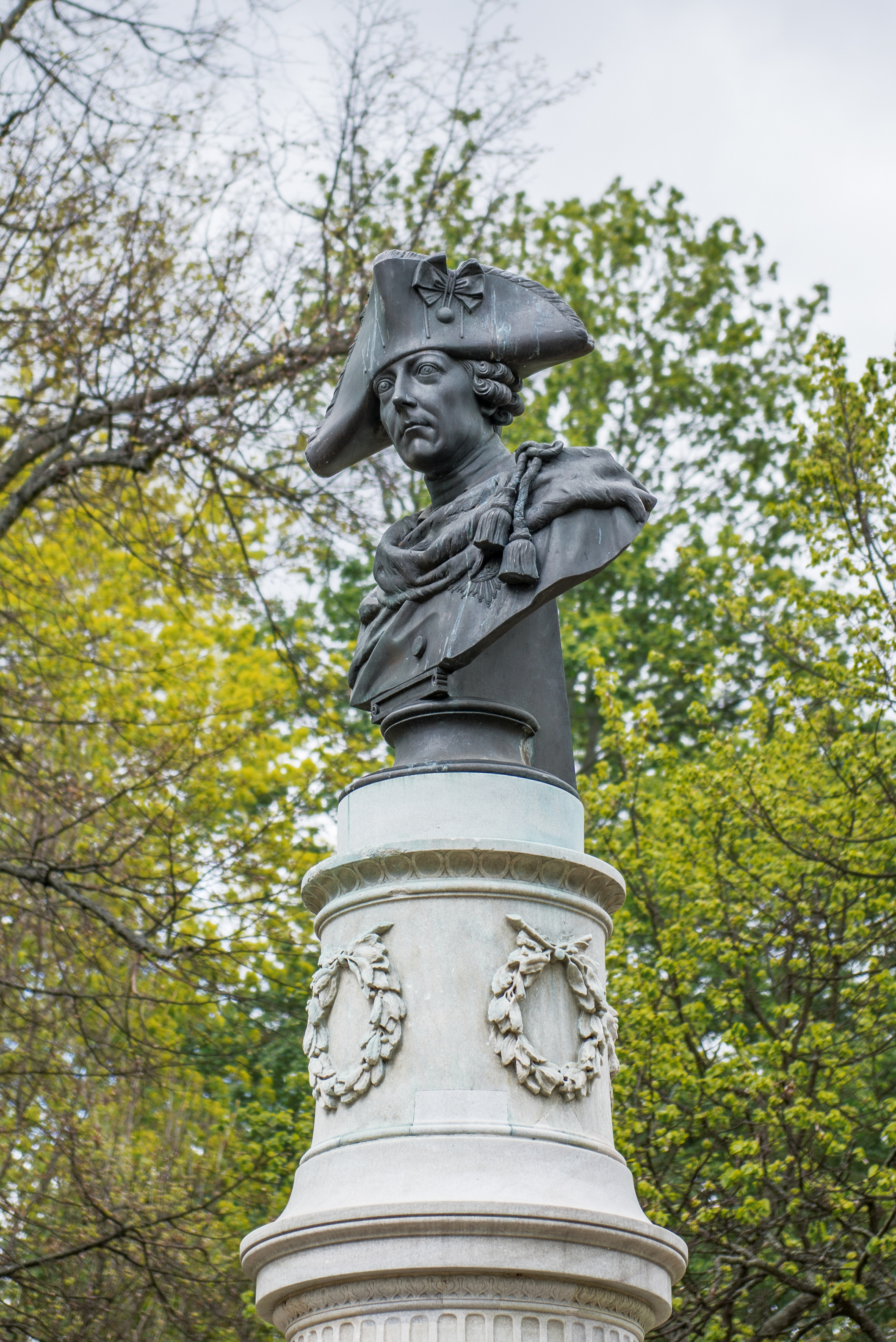
Büste auf dem Denkmal Friedrichs II. in Berlin-Friedrichshain
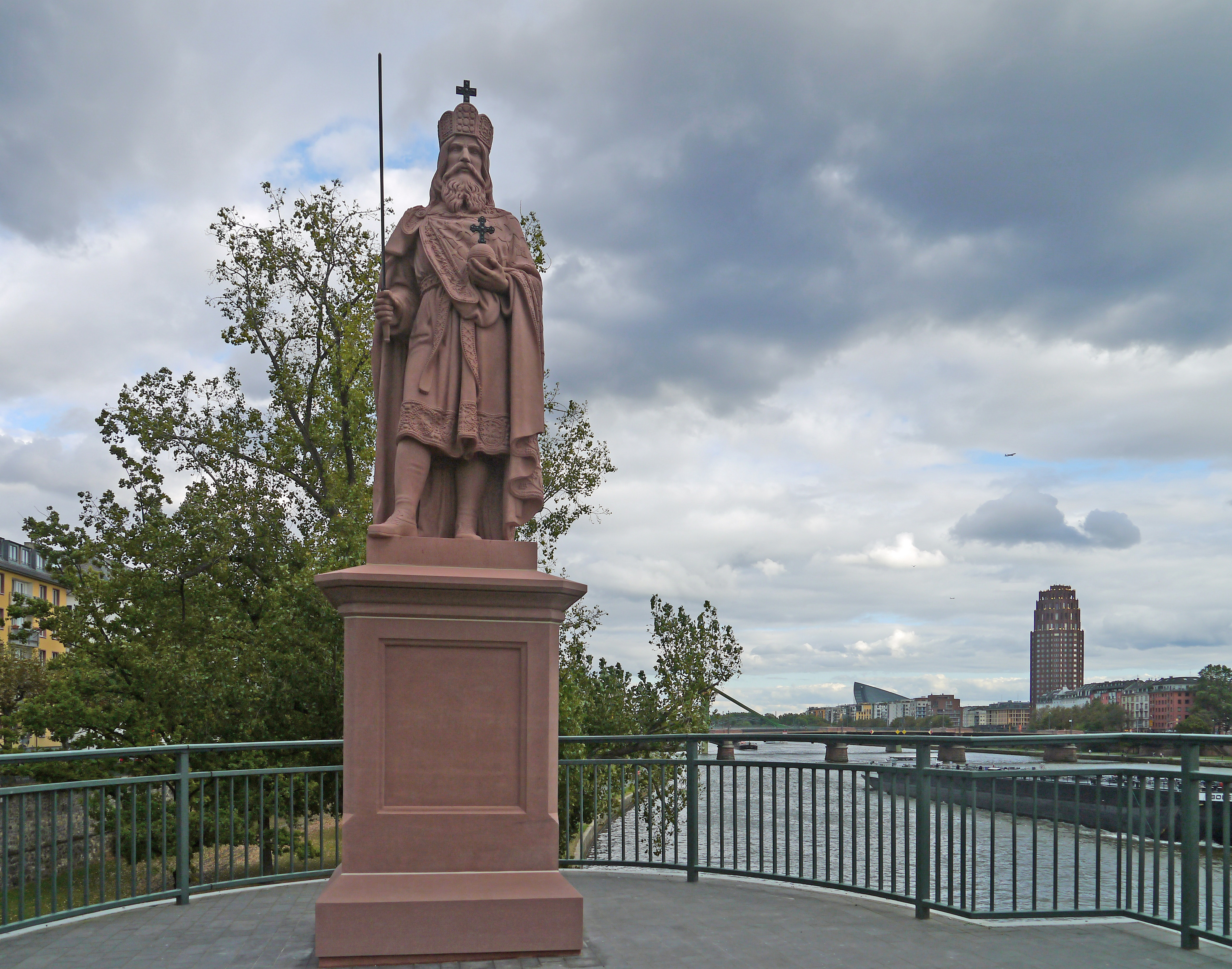
Standbild Karls des Großen auf der Alten Brücke in Frankfurt am Main
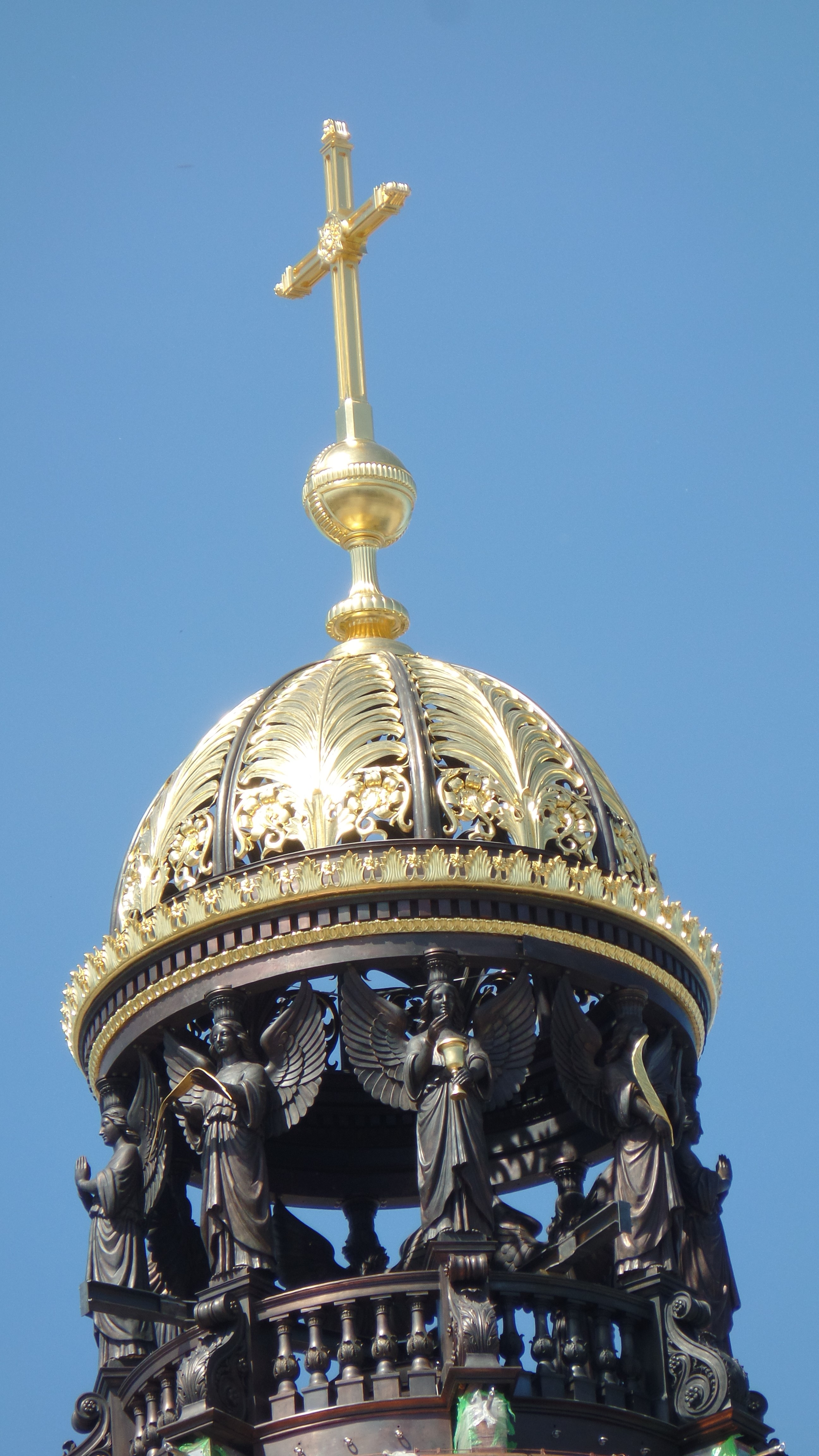
Rekonstruierte Kuppellaterne des Humboldt Forums in Berlin-Mitte
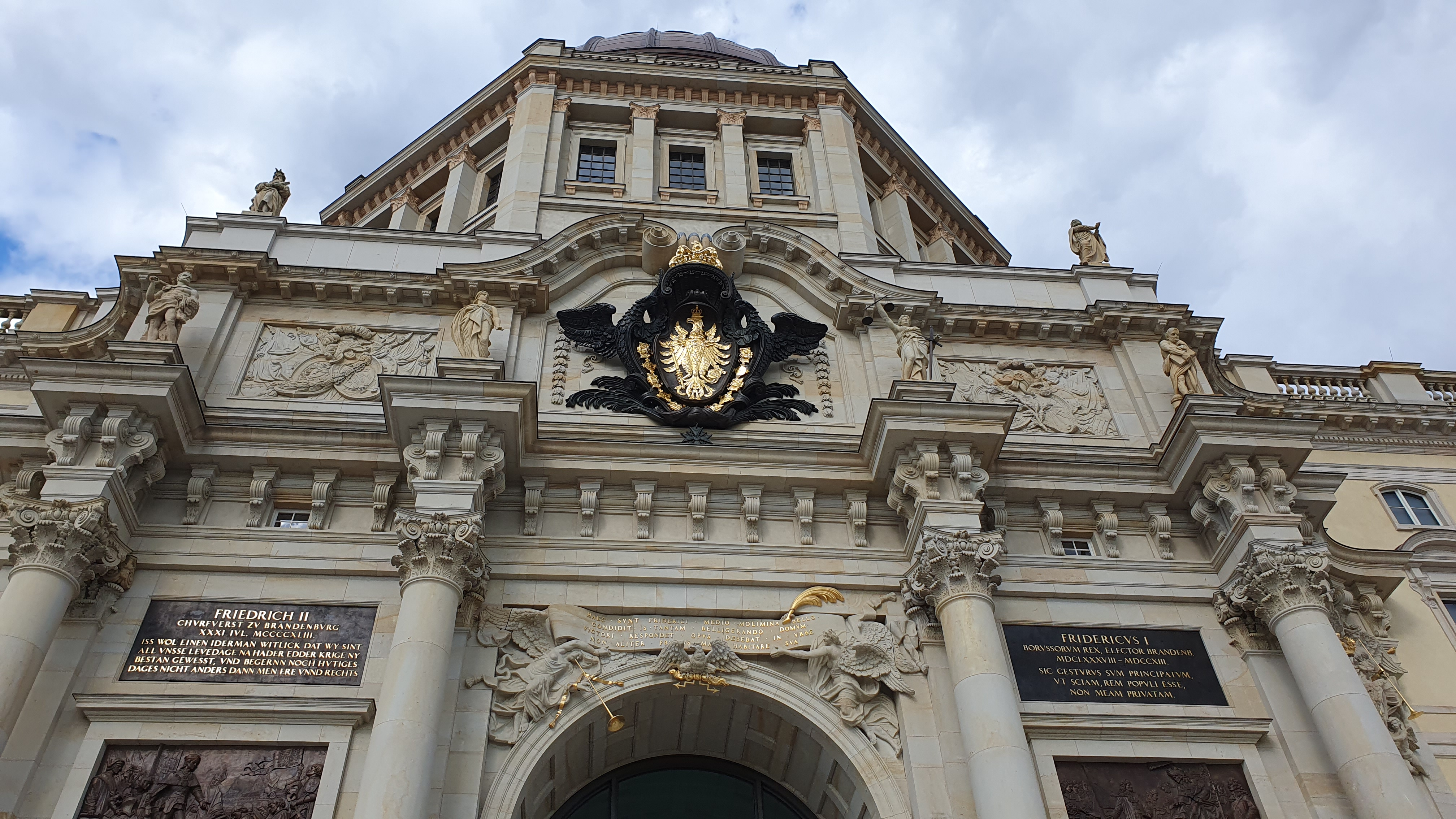
Große Wappenkartusche am Eosanderportal des Berliner Schlosses